# Diffraction limited

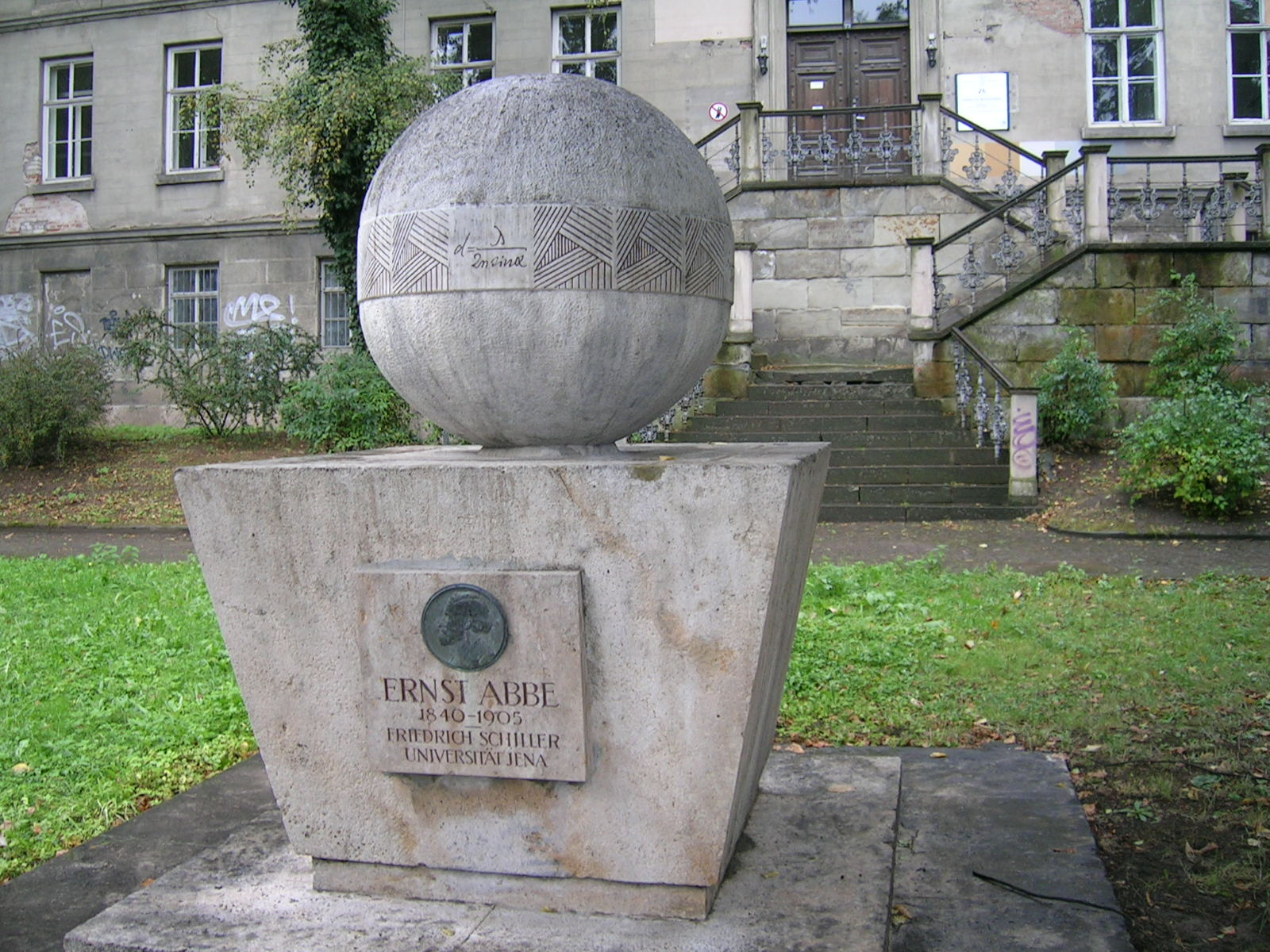
Monumento a E.K. Abbe, il quale per primo si avvicinò al limite di diffrazione espresso dall'equazione....
(Jena, Germania)

Con il termine inglese diffraction limited, che significa letteralmente "limitato dalla sola diffrazione", si indica un sistema ottico con la capacità di produrre immagini con risoluzione angolare così buona fino al limite teorico dello strumento. In pratica il limite della sua risoluzione è quello imposto dalla diffrazione e non può pertanto essere ulteriormente perfezionato.
Il potere risolvente di un sistema di imaging ottico come un microscopio o telescopio o macchina fotografica può essere limitato da molteplici fattori come imperfezioni o cattivi allineamenti delle lenti. C'è comunque un massimo fondamentale nella risoluzione di ogni sistema ottico che è dovuto alla diffrazione. Per una data apertura numerica (NA, numerical aperture), la risoluzione di microscopia per oggetti piatti sotto illuminazione coerente può essere perfezionata usando la microscopia interferometrica. Usando le immagini parziali prese da un registratore olografico della distribuzione nel campo dell'ottica complessa, l'immagine a larga apertura può essere ricostruita numericamente.
Il potere risolvente di un dato strumento è proporzionale alla grandezza del suo obiettivo, e inversamente proporzionale alla lunghezza d'onda della luce che viene osservata. Per un telescopio con apertura circolare, la grandezza del più piccolo dettaglio osservabile di un'immagine limitata dalla sola diffrazione è la dimensione del disco di Airy.
In astronomia, un'osservazione si dice diffraction limited quando viene limitata solo dalla potenza ottica dello strumento usato. Comunque, la maggior parte delle osservazioni da terra sono limitate visualmente a causa degli effetti atmosferici. I telescopi ottici sulla Terra lavorano a un potere risolvente molto più basso del limite di diffrazione a causa della distorsione prodotta dal passaggio della luce per diversi chilometri nella turbolenta atmosfera. Tradizionalmente, incrementando la dimensione degli specchi primari nei telescopi a terra, era in uso incrementare la capacità dell'assembramento di luce dello strumento. Questo permise ai deboli oggetti extragalattici di essere rappresentati, ma senza migliorarne la risoluzione.Tecniche come la speckle imaging possono essere usate per ottenere immagini limitate dalla sola diffrazione di oggetti luminosi. Alcuni osservatori progrediti hanno recentemente iniziato ad usare la tecnologia dell'ottica adattiva, ottenendo un rapporto di Strehl più alto, ma è ancora difficile pervenire al limite di diffrazione usando l'ottica adattiva.
Anche una superlente può essere costruita con l'uso di metamateriali e il limite di diffrazione non è più lungo del limite/vincolo.
I radiotelescopi sono frequentemente limitati dalla sola diffrazione, poiché le lunghezze d'onda che essi usano (da millimetri a metri) sono così lunghe che la distorsione atmosferica diventa trascurabile.
I telescopi spaziali (come lo HST, o diversi telescopi non ottici) lavorano sempre al loro limite di diffrazione, se la loro configurazione è libera da aberrazione ottica.